# Henry Thomas Buckle
Henry Thomas Buckle   (Lewisham, 24 de novembre de 1821 - Damasc, 29 de maig de 1862) fou un historiador anglès, autor d'una inacabada History of Civilization, i un destacat jugador d'escacs. De vegades se l'anomena "el pare de la història científica".

## Trajectòria com a historiador
Fill d'un ric comerciant i armador de Londres, la seva delicada salut li impedí d'obtenir una educació formal, ja que amb prou feines va poder anar a l'escola i ni tan sols va anar a la universitat. No obstant això, va rebre un alt grau d'educació privada, i el seu amor per la lectura quan era nen li va facilitar la seva educació. Va ser inicialment reconegut com a escaquista, abans de fer els vint anys, com un dels millors del món. Va aconseguir vèncer Lionel Kieseritzky i Johann Löwenthal.
Després de la mort del seu pare el gener de 1840, va heretar una gran fortuna i una gran biblioteca, i va viatjar amb la seva mare pel continent (1840-1844). En aquells dies decidí "dirigir tota la seva lectura i dedicar totes les seves energies a la preparació d'un gran treball històric". Durant els següents disset anys, es creu que passava deu hores al dia dedicat a la seva creació.
Al principi es va proposar d'elaborar una història de l'edat mitjana, però el 1851 es va decidir a escriure una història de la civilització, la qual titularia Història de la Civilització a Anglaterra, anglès: 'History of Civilization in England'. Els següents sis anys els va dedicar a l'elaboració i revisió del primer volum, publicat el juny de 1857. Aquesta obra el va convertir en una celebritat literària i social. El 19 de març de 1858 va intervenir en una conferència pública a la Royal Institution (l'única que va oferir) sobre la influència de les dones en el progrés del coneixement,, que va ser publicat a la revista Fraser's Magazine i reimprès en el primer volum de la seva obra Miscellaneous and Posthumous Works.
L'1 d'abril de 1859 mor la seva mare. Això li causa tal impressió que escriu un examen de l'assaig Sobre la llibertat, de John Stuart Mill, amb un argument a favor de la immortalitat, basat en l'anhel de recuperar la comunió amb l'estimada morta, en la impossibilitat de seguir dempeus i de viure, si creia que la separació era definitiva. La revisió va aparèixer a Fraser's Magazine, i es troba també a Miscellaneous and Posthumous Works (1872).
El segon volum de la Història de la Civilització a Anglaterra va ser publicat al maig de 1861. Poc després, va sortir d'Anglaterra per viatjar pel bé de la seva salut. Va passar l'hivern de 1861-1862 a Egipte, d'on va passar a través dels deserts del Sinaí i d'Edom, a Síria, fins a arribar a Jerusalem el 19 d'abril de 1862. Després d'onze dies va partir cap a Europa a través de Beirut, però a Natzaret va contreure febre tifoide, i més tard va morir a Damasc, on fou sebollit. A la seva tomba, gravat al marbre de la làpida, s'hi pot llegir un antic poema àrab: "La paraula escrita roman molt després de l'escriptor: l'escriptor descansa sota la terra, però les seves obres subsisteixen".

## Història de la Civilització a Anglaterra
La principal obra de Buckle fou la seva Història de la Civilització a Anglaterra. Es tracta d'una introducció gegantina, sense acabar, que buscava exposar els principis generals del mètode de l'autor i les lleis generals que regeixen el curs del progrés humà, i en segon lloc, exemplificar els principis i les lleis a través de les històries de algunes nacions caracteritzades per trets prominents i peculiars: Espanya i Escòcia, Estats Units i Alemanya. El treball, un cop conclòs, havia de constar de 14 volums, les idees principals dels quals són:
1. Que, en part a causa de la falta de capacitat en els historiadors, i en part a la complexitat dels fenòmens socials, poc fins ara s'ha fet sobre el descobriment dels principis que regeixen el caràcter i el destí de les nacions, o, en altres paraules, cap a l'establiment d'una ciència de la història.
2. Que si bé el dogma teològic de la predestinació és una hipòtesi estèril més enllà de la capacitat de coneixement, i el dogma metafísic del lliure albir es basa en una creença errònia en la infal·libilitat de la consciència, es demostra per la ciència i, especialment, per les estadístiques, que les accions humanes es regeixen per lleis tan fixes i regulars com les que governen el món físic;
3. Que el clima, el sòl, els aliments i els aspectes de la naturalesa són les principals causes del progrés intel·lectual: els primers tres indirectament, a través de la determinació de l'acumulació i distribució de la riquesa, i l'últim influint directament en l'acumulació i distribució del pensament, essent la imaginació estimulada i la comprensió sotmesa quan els fenòmens del món exterior són sublims i terribles, la comprensió es veu envalentida i la imaginació es redueix quan són petits i febles;
4. Que la gran divisió entre la civilització europea i la no europea es converteix en el fet que, a Europa, l'home és més fort que la naturalesa i que, a d'altres llocs, la natura és més forta que l'home. Com a conseqüència, només a Europa l'home ha sotmès la natura al seu servei;
5. Que l'avanç de la civilització europea es caracteritza per una influència contínuament decreixent de les lleis físiques i una influència contínuament creixent de les lleis mentals;
6. Que les lleis mentals que regulen el progrés de la societat no poden ser descobertes pel mètode metafísic, és a dir, per l'estudi introspectiu de la ment individual, sinó només per un estudi tan complet de fets que ens permeti d'eliminar els destorbs, és a dir, el mètode de mitjanes;
7. Que el progrés humà ha estat degut, no a les agències morals, que són estacionàries i que s'equilibren entre si de manera que la seva influència no té sentit durant un llarg període, sinó a l'activitat intel·lectual, que ha anat variant i avançant constantment: "Les accions dels individus es veuen molt afectades pels seus sentiments i passions morals, però tot i ser antagòniques a les passions i sentiments d'altres individus, es veuen equilibrades per ells, de manera que el seu efecte, en la gran mitjana dels afers humans, no es veu, i les accions totals de la humanitat, considerades en el seu conjunt, queden regulades pel coneixement total que posseeix la humanitat";
8. Que els esforços individuals són insignificants en la gran massa dels assumptes humans, i que els grans homes, tot i que existeixen, i que "actualment" es consideren com a forces inquietants, són simplement les criatures de l'edat a la qual pertanyen;
9. Que la religió, la literatura i el govern siguin, en el millor dels casos, els productes i no les causes de la civilització;
10. Que el progrés de la civilització varia directament com a "escepticisme", la disposició a dubtar i investigar, i inversament com a "credulitat" o "esperit protector", una disposició per mantenir, sense examen, creences i pràctiques establertes.

Buckle és recordat pel seu tractament de la història com una ciència exacta, de manera que moltes de les seves idees han passat a l'acció literària comuna, i han estat més utilitzades precisament pels escriptors posteriors sobre la sociologia i la història, a causa de les seves curoses anàlisis científiques. No obstant això, la seva obra no està lliure de les opinions esbiaixades i generalitzacions basades en dades insuficients.
Hi ha una obra, La biblioteca il·lustrativa del progrés social, sobre flagel·lacions, que l'editor John Camden Hotten diu haver trobat entre les obres elaborades per Buckle, però que Henry Spencer Ashbee va desmentir.

## Trajectòria com a escaquista
A més dels seus triomfs sobre Lionel Kieseritzky i Johann Löwenthal, cal esmentar també la seva victòria el 1851 contra Adolf Anderssen, i el triomf en el torneig celebrat al Simpson's-in-the-Strand, a Londres, el 1849. A més, el 1847 va guanyar Henry Bird a Londres (12½ - 3½).
Es creu que Howard Staunton, amic seu, va ser qui li va ensenyar a jugar a escacs

## Partides seleccionades
|   | a | b | c | d | e | f | g | h |   |
| 8 | a8 negres torre · c8 negres alfil · d8 negres dama · f8 negres torre · g8 negres rei · a7 negres peó · b7 negres peó · c7 negres peó · e7 negres canceller · f7 negres peó · g7 negres peó · h7 negres peó · c4 blanques alfil · d4 blanques peó · f4 negres canceller · b3 blanques dama · f3 blanques canceller · a2 blanques peó · b2 blanques peó · d2 blanques canceller · f2 blanques peó · g2 blanques peó · h2 blanques peó · a1 blanques torre · e1 blanques torre · g1 blanques rei | a8 negres torre · c8 negres alfil · d8 negres dama · f8 negres torre · g8 negres rei · a7 negres peó · b7 negres peó · c7 negres peó · e7 negres canceller · f7 negres peó · g7 negres peó · h7 negres peó · c4 blanques alfil · d4 blanques peó · f4 negres canceller · b3 blanques dama · f3 blanques canceller · a2 blanques peó · b2 blanques peó · d2 blanques canceller · f2 blanques peó · g2 blanques peó · h2 blanques peó · a1 blanques torre · e1 blanques torre · g1 blanques rei | a8 negres torre · c8 negres alfil · d8 negres dama · f8 negres torre · g8 negres rei · a7 negres peó · b7 negres peó · c7 negres peó · e7 negres canceller · f7 negres peó · g7 negres peó · h7 negres peó · c4 blanques alfil · d4 blanques peó · f4 negres canceller · b3 blanques dama · f3 blanques canceller · a2 blanques peó · b2 blanques peó · d2 blanques canceller · f2 blanques peó · g2 blanques peó · h2 blanques peó · a1 blanques torre · e1 blanques torre · g1 blanques rei | a8 negres torre · c8 negres alfil · d8 negres dama · f8 negres torre · g8 negres rei · a7 negres peó · b7 negres peó · c7 negres peó · e7 negres canceller · f7 negres peó · g7 negres peó · h7 negres peó · c4 blanques alfil · d4 blanques peó · f4 negres canceller · b3 blanques dama · f3 blanques canceller · a2 blanques peó · b2 blanques peó · d2 blanques canceller · f2 blanques peó · g2 blanques peó · h2 blanques peó · a1 blanques torre · e1 blanques torre · g1 blanques rei | a8 negres torre · c8 negres alfil · d8 negres dama · f8 negres torre · g8 negres rei · a7 negres peó · b7 negres peó · c7 negres peó · e7 negres canceller · f7 negres peó · g7 negres peó · h7 negres peó · c4 blanques alfil · d4 blanques peó · f4 negres canceller · b3 blanques dama · f3 blanques canceller · a2 blanques peó · b2 blanques peó · d2 blanques canceller · f2 blanques peó · g2 blanques peó · h2 blanques peó · a1 blanques torre · e1 blanques torre · g1 blanques rei | a8 negres torre · c8 negres alfil · d8 negres dama · f8 negres torre · g8 negres rei · a7 negres peó · b7 negres peó · c7 negres peó · e7 negres canceller · f7 negres peó · g7 negres peó · h7 negres peó · c4 blanques alfil · d4 blanques peó · f4 negres canceller · b3 blanques dama · f3 blanques canceller · a2 blanques peó · b2 blanques peó · d2 blanques canceller · f2 blanques peó · g2 blanques peó · h2 blanques peó · a1 blanques torre · e1 blanques torre · g1 blanques rei | a8 negres torre · c8 negres alfil · d8 negres dama · f8 negres torre · g8 negres rei · a7 negres peó · b7 negres peó · c7 negres peó · e7 negres canceller · f7 negres peó · g7 negres peó · h7 negres peó · c4 blanques alfil · d4 blanques peó · f4 negres canceller · b3 blanques dama · f3 blanques canceller · a2 blanques peó · b2 blanques peó · d2 blanques canceller · f2 blanques peó · g2 blanques peó · h2 blanques peó · a1 blanques torre · e1 blanques torre · g1 blanques rei | a8 negres torre · c8 negres alfil · d8 negres dama · f8 negres torre · g8 negres rei · a7 negres peó · b7 negres peó · c7 negres peó · e7 negres canceller · f7 negres peó · g7 negres peó · h7 negres peó · c4 blanques alfil · d4 blanques peó · f4 negres canceller · b3 blanques dama · f3 blanques canceller · a2 blanques peó · b2 blanques peó · d2 blanques canceller · f2 blanques peó · g2 blanques peó · h2 blanques peó · a1 blanques torre · e1 blanques torre · g1 blanques rei | 8 |
| 7 | a8 negres torre · c8 negres alfil · d8 negres dama · f8 negres torre · g8 negres rei · a7 negres peó · b7 negres peó · c7 negres peó · e7 negres canceller · f7 negres peó · g7 negres peó · h7 negres peó · c4 blanques alfil · d4 blanques peó · f4 negres canceller · b3 blanques dama · f3 blanques canceller · a2 blanques peó · b2 blanques peó · d2 blanques canceller · f2 blanques peó · g2 blanques peó · h2 blanques peó · a1 blanques torre · e1 blanques torre · g1 blanques rei | a8 negres torre · c8 negres alfil · d8 negres dama · f8 negres torre · g8 negres rei · a7 negres peó · b7 negres peó · c7 negres peó · e7 negres canceller · f7 negres peó · g7 negres peó · h7 negres peó · c4 blanques alfil · d4 blanques peó · f4 negres canceller · b3 blanques dama · f3 blanques canceller · a2 blanques peó · b2 blanques peó · d2 blanques canceller · f2 blanques peó · g2 blanques peó · h2 blanques peó · a1 blanques torre · e1 blanques torre · g1 blanques rei | a8 negres torre · c8 negres alfil · d8 negres dama · f8 negres torre · g8 negres rei · a7 negres peó · b7 negres peó · c7 negres peó · e7 negres canceller · f7 negres peó · g7 negres peó · h7 negres peó · c4 blanques alfil · d4 blanques peó · f4 negres canceller · b3 blanques dama · f3 blanques canceller · a2 blanques peó · b2 blanques peó · d2 blanques canceller · f2 blanques peó · g2 blanques peó · h2 blanques peó · a1 blanques torre · e1 blanques torre · g1 blanques rei | a8 negres torre · c8 negres alfil · d8 negres dama · f8 negres torre · g8 negres rei · a7 negres peó · b7 negres peó · c7 negres peó · e7 negres canceller · f7 negres peó · g7 negres peó · h7 negres peó · c4 blanques alfil · d4 blanques peó · f4 negres canceller · b3 blanques dama · f3 blanques canceller · a2 blanques peó · b2 blanques peó · d2 blanques canceller · f2 blanques peó · g2 blanques peó · h2 blanques peó · a1 blanques torre · e1 blanques torre · g1 blanques rei | a8 negres torre · c8 negres alfil · d8 negres dama · f8 negres torre · g8 negres rei · a7 negres peó · b7 negres peó · c7 negres peó · e7 negres canceller · f7 negres peó · g7 negres peó · h7 negres peó · c4 blanques alfil · d4 blanques peó · f4 negres canceller · b3 blanques dama · f3 blanques canceller · a2 blanques peó · b2 blanques peó · d2 blanques canceller · f2 blanques peó · g2 blanques peó · h2 blanques peó · a1 blanques torre · e1 blanques torre · g1 blanques rei | a8 negres torre · c8 negres alfil · d8 negres dama · f8 negres torre · g8 negres rei · a7 negres peó · b7 negres peó · c7 negres peó · e7 negres canceller · f7 negres peó · g7 negres peó · h7 negres peó · c4 blanques alfil · d4 blanques peó · f4 negres canceller · b3 blanques dama · f3 blanques canceller · a2 blanques peó · b2 blanques peó · d2 blanques canceller · f2 blanques peó · g2 blanques peó · h2 blanques peó · a1 blanques torre · e1 blanques torre · g1 blanques rei | a8 negres torre · c8 negres alfil · d8 negres dama · f8 negres torre · g8 negres rei · a7 negres peó · b7 negres peó · c7 negres peó · e7 negres canceller · f7 negres peó · g7 negres peó · h7 negres peó · c4 blanques alfil · d4 blanques peó · f4 negres canceller · b3 blanques dama · f3 blanques canceller · a2 blanques peó · b2 blanques peó · d2 blanques canceller · f2 blanques peó · g2 blanques peó · h2 blanques peó · a1 blanques torre · e1 blanques torre · g1 blanques rei | a8 negres torre · c8 negres alfil · d8 negres dama · f8 negres torre · g8 negres rei · a7 negres peó · b7 negres peó · c7 negres peó · e7 negres canceller · f7 negres peó · g7 negres peó · h7 negres peó · c4 blanques alfil · d4 blanques peó · f4 negres canceller · b3 blanques dama · f3 blanques canceller · a2 blanques peó · b2 blanques peó · d2 blanques canceller · f2 blanques peó · g2 blanques peó · h2 blanques peó · a1 blanques torre · e1 blanques torre · g1 blanques rei | 7 |
| 6 | a8 negres torre · c8 negres alfil · d8 negres dama · f8 negres torre · g8 negres rei · a7 negres peó · b7 negres peó · c7 negres peó · e7 negres canceller · f7 negres peó · g7 negres peó · h7 negres peó · c4 blanques alfil · d4 blanques peó · f4 negres canceller · b3 blanques dama · f3 blanques canceller · a2 blanques peó · b2 blanques peó · d2 blanques canceller · f2 blanques peó · g2 blanques peó · h2 blanques peó · a1 blanques torre · e1 blanques torre · g1 blanques rei | a8 negres torre · c8 negres alfil · d8 negres dama · f8 negres torre · g8 negres rei · a7 negres peó · b7 negres peó · c7 negres peó · e7 negres canceller · f7 negres peó · g7 negres peó · h7 negres peó · c4 blanques alfil · d4 blanques peó · f4 negres canceller · b3 blanques dama · f3 blanques canceller · a2 blanques peó · b2 blanques peó · d2 blanques canceller · f2 blanques peó · g2 blanques peó · h2 blanques peó · a1 blanques torre · e1 blanques torre · g1 blanques rei | a8 negres torre · c8 negres alfil · d8 negres dama · f8 negres torre · g8 negres rei · a7 negres peó · b7 negres peó · c7 negres peó · e7 negres canceller · f7 negres peó · g7 negres peó · h7 negres peó · c4 blanques alfil · d4 blanques peó · f4 negres canceller · b3 blanques dama · f3 blanques canceller · a2 blanques peó · b2 blanques peó · d2 blanques canceller · f2 blanques peó · g2 blanques peó · h2 blanques peó · a1 blanques torre · e1 blanques torre · g1 blanques rei | a8 negres torre · c8 negres alfil · d8 negres dama · f8 negres torre · g8 negres rei · a7 negres peó · b7 negres peó · c7 negres peó · e7 negres canceller · f7 negres peó · g7 negres peó · h7 negres peó · c4 blanques alfil · d4 blanques peó · f4 negres canceller · b3 blanques dama · f3 blanques canceller · a2 blanques peó · b2 blanques peó · d2 blanques canceller · f2 blanques peó · g2 blanques peó · h2 blanques peó · a1 blanques torre · e1 blanques torre · g1 blanques rei | a8 negres torre · c8 negres alfil · d8 negres dama · f8 negres torre · g8 negres rei · a7 negres peó · b7 negres peó · c7 negres peó · e7 negres canceller · f7 negres peó · g7 negres peó · h7 negres peó · c4 blanques alfil · d4 blanques peó · f4 negres canceller · b3 blanques dama · f3 blanques canceller · a2 blanques peó · b2 blanques peó · d2 blanques canceller · f2 blanques peó · g2 blanques peó · h2 blanques peó · a1 blanques torre · e1 blanques torre · g1 blanques rei | a8 negres torre · c8 negres alfil · d8 negres dama · f8 negres torre · g8 negres rei · a7 negres peó · b7 negres peó · c7 negres peó · e7 negres canceller · f7 negres peó · g7 negres peó · h7 negres peó · c4 blanques alfil · d4 blanques peó · f4 negres canceller · b3 blanques dama · f3 blanques canceller · a2 blanques peó · b2 blanques peó · d2 blanques canceller · f2 blanques peó · g2 blanques peó · h2 blanques peó · a1 blanques torre · e1 blanques torre · g1 blanques rei | a8 negres torre · c8 negres alfil · d8 negres dama · f8 negres torre · g8 negres rei · a7 negres peó · b7 negres peó · c7 negres peó · e7 negres canceller · f7 negres peó · g7 negres peó · h7 negres peó · c4 blanques alfil · d4 blanques peó · f4 negres canceller · b3 blanques dama · f3 blanques canceller · a2 blanques peó · b2 blanques peó · d2 blanques canceller · f2 blanques peó · g2 blanques peó · h2 blanques peó · a1 blanques torre · e1 blanques torre · g1 blanques rei | a8 negres torre · c8 negres alfil · d8 negres dama · f8 negres torre · g8 negres rei · a7 negres peó · b7 negres peó · c7 negres peó · e7 negres canceller · f7 negres peó · g7 negres peó · h7 negres peó · c4 blanques alfil · d4 blanques peó · f4 negres canceller · b3 blanques dama · f3 blanques canceller · a2 blanques peó · b2 blanques peó · d2 blanques canceller · f2 blanques peó · g2 blanques peó · h2 blanques peó · a1 blanques torre · e1 blanques torre · g1 blanques rei | 6 |
| 5 | a8 negres torre · c8 negres alfil · d8 negres dama · f8 negres torre · g8 negres rei · a7 negres peó · b7 negres peó · c7 negres peó · e7 negres canceller · f7 negres peó · g7 negres peó · h7 negres peó · c4 blanques alfil · d4 blanques peó · f4 negres canceller · b3 blanques dama · f3 blanques canceller · a2 blanques peó · b2 blanques peó · d2 blanques canceller · f2 blanques peó · g2 blanques peó · h2 blanques peó · a1 blanques torre · e1 blanques torre · g1 blanques rei | a8 negres torre · c8 negres alfil · d8 negres dama · f8 negres torre · g8 negres rei · a7 negres peó · b7 negres peó · c7 negres peó · e7 negres canceller · f7 negres peó · g7 negres peó · h7 negres peó · c4 blanques alfil · d4 blanques peó · f4 negres canceller · b3 blanques dama · f3 blanques canceller · a2 blanques peó · b2 blanques peó · d2 blanques canceller · f2 blanques peó · g2 blanques peó · h2 blanques peó · a1 blanques torre · e1 blanques torre · g1 blanques rei | a8 negres torre · c8 negres alfil · d8 negres dama · f8 negres torre · g8 negres rei · a7 negres peó · b7 negres peó · c7 negres peó · e7 negres canceller · f7 negres peó · g7 negres peó · h7 negres peó · c4 blanques alfil · d4 blanques peó · f4 negres canceller · b3 blanques dama · f3 blanques canceller · a2 blanques peó · b2 blanques peó · d2 blanques canceller · f2 blanques peó · g2 blanques peó · h2 blanques peó · a1 blanques torre · e1 blanques torre · g1 blanques rei | a8 negres torre · c8 negres alfil · d8 negres dama · f8 negres torre · g8 negres rei · a7 negres peó · b7 negres peó · c7 negres peó · e7 negres canceller · f7 negres peó · g7 negres peó · h7 negres peó · c4 blanques alfil · d4 blanques peó · f4 negres canceller · b3 blanques dama · f3 blanques canceller · a2 blanques peó · b2 blanques peó · d2 blanques canceller · f2 blanques peó · g2 blanques peó · h2 blanques peó · a1 blanques torre · e1 blanques torre · g1 blanques rei | a8 negres torre · c8 negres alfil · d8 negres dama · f8 negres torre · g8 negres rei · a7 negres peó · b7 negres peó · c7 negres peó · e7 negres canceller · f7 negres peó · g7 negres peó · h7 negres peó · c4 blanques alfil · d4 blanques peó · f4 negres canceller · b3 blanques dama · f3 blanques canceller · a2 blanques peó · b2 blanques peó · d2 blanques canceller · f2 blanques peó · g2 blanques peó · h2 blanques peó · a1 blanques torre · e1 blanques torre · g1 blanques rei | a8 negres torre · c8 negres alfil · d8 negres dama · f8 negres torre · g8 negres rei · a7 negres peó · b7 negres peó · c7 negres peó · e7 negres canceller · f7 negres peó · g7 negres peó · h7 negres peó · c4 blanques alfil · d4 blanques peó · f4 negres canceller · b3 blanques dama · f3 blanques canceller · a2 blanques peó · b2 blanques peó · d2 blanques canceller · f2 blanques peó · g2 blanques peó · h2 blanques peó · a1 blanques torre · e1 blanques torre · g1 blanques rei | a8 negres torre · c8 negres alfil · d8 negres dama · f8 negres torre · g8 negres rei · a7 negres peó · b7 negres peó · c7 negres peó · e7 negres canceller · f7 negres peó · g7 negres peó · h7 negres peó · c4 blanques alfil · d4 blanques peó · f4 negres canceller · b3 blanques dama · f3 blanques canceller · a2 blanques peó · b2 blanques peó · d2 blanques canceller · f2 blanques peó · g2 blanques peó · h2 blanques peó · a1 blanques torre · e1 blanques torre · g1 blanques rei | a8 negres torre · c8 negres alfil · d8 negres dama · f8 negres torre · g8 negres rei · a7 negres peó · b7 negres peó · c7 negres peó · e7 negres canceller · f7 negres peó · g7 negres peó · h7 negres peó · c4 blanques alfil · d4 blanques peó · f4 negres canceller · b3 blanques dama · f3 blanques canceller · a2 blanques peó · b2 blanques peó · d2 blanques canceller · f2 blanques peó · g2 blanques peó · h2 blanques peó · a1 blanques torre · e1 blanques torre · g1 blanques rei | 5 |
| 4 | a8 negres torre · c8 negres alfil · d8 negres dama · f8 negres torre · g8 negres rei · a7 negres peó · b7 negres peó · c7 negres peó · e7 negres canceller · f7 negres peó · g7 negres peó · h7 negres peó · c4 blanques alfil · d4 blanques peó · f4 negres canceller · b3 blanques dama · f3 blanques canceller · a2 blanques peó · b2 blanques peó · d2 blanques canceller · f2 blanques peó · g2 blanques peó · h2 blanques peó · a1 blanques torre · e1 blanques torre · g1 blanques rei | a8 negres torre · c8 negres alfil · d8 negres dama · f8 negres torre · g8 negres rei · a7 negres peó · b7 negres peó · c7 negres peó · e7 negres canceller · f7 negres peó · g7 negres peó · h7 negres peó · c4 blanques alfil · d4 blanques peó · f4 negres canceller · b3 blanques dama · f3 blanques canceller · a2 blanques peó · b2 blanques peó · d2 blanques canceller · f2 blanques peó · g2 blanques peó · h2 blanques peó · a1 blanques torre · e1 blanques torre · g1 blanques rei | a8 negres torre · c8 negres alfil · d8 negres dama · f8 negres torre · g8 negres rei · a7 negres peó · b7 negres peó · c7 negres peó · e7 negres canceller · f7 negres peó · g7 negres peó · h7 negres peó · c4 blanques alfil · d4 blanques peó · f4 negres canceller · b3 blanques dama · f3 blanques canceller · a2 blanques peó · b2 blanques peó · d2 blanques canceller · f2 blanques peó · g2 blanques peó · h2 blanques peó · a1 blanques torre · e1 blanques torre · g1 blanques rei | a8 negres torre · c8 negres alfil · d8 negres dama · f8 negres torre · g8 negres rei · a7 negres peó · b7 negres peó · c7 negres peó · e7 negres canceller · f7 negres peó · g7 negres peó · h7 negres peó · c4 blanques alfil · d4 blanques peó · f4 negres canceller · b3 blanques dama · f3 blanques canceller · a2 blanques peó · b2 blanques peó · d2 blanques canceller · f2 blanques peó · g2 blanques peó · h2 blanques peó · a1 blanques torre · e1 blanques torre · g1 blanques rei | a8 negres torre · c8 negres alfil · d8 negres dama · f8 negres torre · g8 negres rei · a7 negres peó · b7 negres peó · c7 negres peó · e7 negres canceller · f7 negres peó · g7 negres peó · h7 negres peó · c4 blanques alfil · d4 blanques peó · f4 negres canceller · b3 blanques dama · f3 blanques canceller · a2 blanques peó · b2 blanques peó · d2 blanques canceller · f2 blanques peó · g2 blanques peó · h2 blanques peó · a1 blanques torre · e1 blanques torre · g1 blanques rei | a8 negres torre · c8 negres alfil · d8 negres dama · f8 negres torre · g8 negres rei · a7 negres peó · b7 negres peó · c7 negres peó · e7 negres canceller · f7 negres peó · g7 negres peó · h7 negres peó · c4 blanques alfil · d4 blanques peó · f4 negres canceller · b3 blanques dama · f3 blanques canceller · a2 blanques peó · b2 blanques peó · d2 blanques canceller · f2 blanques peó · g2 blanques peó · h2 blanques peó · a1 blanques torre · e1 blanques torre · g1 blanques rei | a8 negres torre · c8 negres alfil · d8 negres dama · f8 negres torre · g8 negres rei · a7 negres peó · b7 negres peó · c7 negres peó · e7 negres canceller · f7 negres peó · g7 negres peó · h7 negres peó · c4 blanques alfil · d4 blanques peó · f4 negres canceller · b3 blanques dama · f3 blanques canceller · a2 blanques peó · b2 blanques peó · d2 blanques canceller · f2 blanques peó · g2 blanques peó · h2 blanques peó · a1 blanques torre · e1 blanques torre · g1 blanques rei | a8 negres torre · c8 negres alfil · d8 negres dama · f8 negres torre · g8 negres rei · a7 negres peó · b7 negres peó · c7 negres peó · e7 negres canceller · f7 negres peó · g7 negres peó · h7 negres peó · c4 blanques alfil · d4 blanques peó · f4 negres canceller · b3 blanques dama · f3 blanques canceller · a2 blanques peó · b2 blanques peó · d2 blanques canceller · f2 blanques peó · g2 blanques peó · h2 blanques peó · a1 blanques torre · e1 blanques torre · g1 blanques rei | 4 |
| 3 | a8 negres torre · c8 negres alfil · d8 negres dama · f8 negres torre · g8 negres rei · a7 negres peó · b7 negres peó · c7 negres peó · e7 negres canceller · f7 negres peó · g7 negres peó · h7 negres peó · c4 blanques alfil · d4 blanques peó · f4 negres canceller · b3 blanques dama · f3 blanques canceller · a2 blanques peó · b2 blanques peó · d2 blanques canceller · f2 blanques peó · g2 blanques peó · h2 blanques peó · a1 blanques torre · e1 blanques torre · g1 blanques rei | a8 negres torre · c8 negres alfil · d8 negres dama · f8 negres torre · g8 negres rei · a7 negres peó · b7 negres peó · c7 negres peó · e7 negres canceller · f7 negres peó · g7 negres peó · h7 negres peó · c4 blanques alfil · d4 blanques peó · f4 negres canceller · b3 blanques dama · f3 blanques canceller · a2 blanques peó · b2 blanques peó · d2 blanques canceller · f2 blanques peó · g2 blanques peó · h2 blanques peó · a1 blanques torre · e1 blanques torre · g1 blanques rei | a8 negres torre · c8 negres alfil · d8 negres dama · f8 negres torre · g8 negres rei · a7 negres peó · b7 negres peó · c7 negres peó · e7 negres canceller · f7 negres peó · g7 negres peó · h7 negres peó · c4 blanques alfil · d4 blanques peó · f4 negres canceller · b3 blanques dama · f3 blanques canceller · a2 blanques peó · b2 blanques peó · d2 blanques canceller · f2 blanques peó · g2 blanques peó · h2 blanques peó · a1 blanques torre · e1 blanques torre · g1 blanques rei | a8 negres torre · c8 negres alfil · d8 negres dama · f8 negres torre · g8 negres rei · a7 negres peó · b7 negres peó · c7 negres peó · e7 negres canceller · f7 negres peó · g7 negres peó · h7 negres peó · c4 blanques alfil · d4 blanques peó · f4 negres canceller · b3 blanques dama · f3 blanques canceller · a2 blanques peó · b2 blanques peó · d2 blanques canceller · f2 blanques peó · g2 blanques peó · h2 blanques peó · a1 blanques torre · e1 blanques torre · g1 blanques rei | a8 negres torre · c8 negres alfil · d8 negres dama · f8 negres torre · g8 negres rei · a7 negres peó · b7 negres peó · c7 negres peó · e7 negres canceller · f7 negres peó · g7 negres peó · h7 negres peó · c4 blanques alfil · d4 blanques peó · f4 negres canceller · b3 blanques dama · f3 blanques canceller · a2 blanques peó · b2 blanques peó · d2 blanques canceller · f2 blanques peó · g2 blanques peó · h2 blanques peó · a1 blanques torre · e1 blanques torre · g1 blanques rei | a8 negres torre · c8 negres alfil · d8 negres dama · f8 negres torre · g8 negres rei · a7 negres peó · b7 negres peó · c7 negres peó · e7 negres canceller · f7 negres peó · g7 negres peó · h7 negres peó · c4 blanques alfil · d4 blanques peó · f4 negres canceller · b3 blanques dama · f3 blanques canceller · a2 blanques peó · b2 blanques peó · d2 blanques canceller · f2 blanques peó · g2 blanques peó · h2 blanques peó · a1 blanques torre · e1 blanques torre · g1 blanques rei | a8 negres torre · c8 negres alfil · d8 negres dama · f8 negres torre · g8 negres rei · a7 negres peó · b7 negres peó · c7 negres peó · e7 negres canceller · f7 negres peó · g7 negres peó · h7 negres peó · c4 blanques alfil · d4 blanques peó · f4 negres canceller · b3 blanques dama · f3 blanques canceller · a2 blanques peó · b2 blanques peó · d2 blanques canceller · f2 blanques peó · g2 blanques peó · h2 blanques peó · a1 blanques torre · e1 blanques torre · g1 blanques rei | a8 negres torre · c8 negres alfil · d8 negres dama · f8 negres torre · g8 negres rei · a7 negres peó · b7 negres peó · c7 negres peó · e7 negres canceller · f7 negres peó · g7 negres peó · h7 negres peó · c4 blanques alfil · d4 blanques peó · f4 negres canceller · b3 blanques dama · f3 blanques canceller · a2 blanques peó · b2 blanques peó · d2 blanques canceller · f2 blanques peó · g2 blanques peó · h2 blanques peó · a1 blanques torre · e1 blanques torre · g1 blanques rei | 3 |
| 2 | a8 negres torre · c8 negres alfil · d8 negres dama · f8 negres torre · g8 negres rei · a7 negres peó · b7 negres peó · c7 negres peó · e7 negres canceller · f7 negres peó · g7 negres peó · h7 negres peó · c4 blanques alfil · d4 blanques peó · f4 negres canceller · b3 blanques dama · f3 blanques canceller · a2 blanques peó · b2 blanques peó · d2 blanques canceller · f2 blanques peó · g2 blanques peó · h2 blanques peó · a1 blanques torre · e1 blanques torre · g1 blanques rei | a8 negres torre · c8 negres alfil · d8 negres dama · f8 negres torre · g8 negres rei · a7 negres peó · b7 negres peó · c7 negres peó · e7 negres canceller · f7 negres peó · g7 negres peó · h7 negres peó · c4 blanques alfil · d4 blanques peó · f4 negres canceller · b3 blanques dama · f3 blanques canceller · a2 blanques peó · b2 blanques peó · d2 blanques canceller · f2 blanques peó · g2 blanques peó · h2 blanques peó · a1 blanques torre · e1 blanques torre · g1 blanques rei | a8 negres torre · c8 negres alfil · d8 negres dama · f8 negres torre · g8 negres rei · a7 negres peó · b7 negres peó · c7 negres peó · e7 negres canceller · f7 negres peó · g7 negres peó · h7 negres peó · c4 blanques alfil · d4 blanques peó · f4 negres canceller · b3 blanques dama · f3 blanques canceller · a2 blanques peó · b2 blanques peó · d2 blanques canceller · f2 blanques peó · g2 blanques peó · h2 blanques peó · a1 blanques torre · e1 blanques torre · g1 blanques rei | a8 negres torre · c8 negres alfil · d8 negres dama · f8 negres torre · g8 negres rei · a7 negres peó · b7 negres peó · c7 negres peó · e7 negres canceller · f7 negres peó · g7 negres peó · h7 negres peó · c4 blanques alfil · d4 blanques peó · f4 negres canceller · b3 blanques dama · f3 blanques canceller · a2 blanques peó · b2 blanques peó · d2 blanques canceller · f2 blanques peó · g2 blanques peó · h2 blanques peó · a1 blanques torre · e1 blanques torre · g1 blanques rei | a8 negres torre · c8 negres alfil · d8 negres dama · f8 negres torre · g8 negres rei · a7 negres peó · b7 negres peó · c7 negres peó · e7 negres canceller · f7 negres peó · g7 negres peó · h7 negres peó · c4 blanques alfil · d4 blanques peó · f4 negres canceller · b3 blanques dama · f3 blanques canceller · a2 blanques peó · b2 blanques peó · d2 blanques canceller · f2 blanques peó · g2 blanques peó · h2 blanques peó · a1 blanques torre · e1 blanques torre · g1 blanques rei | a8 negres torre · c8 negres alfil · d8 negres dama · f8 negres torre · g8 negres rei · a7 negres peó · b7 negres peó · c7 negres peó · e7 negres canceller · f7 negres peó · g7 negres peó · h7 negres peó · c4 blanques alfil · d4 blanques peó · f4 negres canceller · b3 blanques dama · f3 blanques canceller · a2 blanques peó · b2 blanques peó · d2 blanques canceller · f2 blanques peó · g2 blanques peó · h2 blanques peó · a1 blanques torre · e1 blanques torre · g1 blanques rei | a8 negres torre · c8 negres alfil · d8 negres dama · f8 negres torre · g8 negres rei · a7 negres peó · b7 negres peó · c7 negres peó · e7 negres canceller · f7 negres peó · g7 negres peó · h7 negres peó · c4 blanques alfil · d4 blanques peó · f4 negres canceller · b3 blanques dama · f3 blanques canceller · a2 blanques peó · b2 blanques peó · d2 blanques canceller · f2 blanques peó · g2 blanques peó · h2 blanques peó · a1 blanques torre · e1 blanques torre · g1 blanques rei | a8 negres torre · c8 negres alfil · d8 negres dama · f8 negres torre · g8 negres rei · a7 negres peó · b7 negres peó · c7 negres peó · e7 negres canceller · f7 negres peó · g7 negres peó · h7 negres peó · c4 blanques alfil · d4 blanques peó · f4 negres canceller · b3 blanques dama · f3 blanques canceller · a2 blanques peó · b2 blanques peó · d2 blanques canceller · f2 blanques peó · g2 blanques peó · h2 blanques peó · a1 blanques torre · e1 blanques torre · g1 blanques rei | 2 |
| 1 | a8 negres torre · c8 negres alfil · d8 negres dama · f8 negres torre · g8 negres rei · a7 negres peó · b7 negres peó · c7 negres peó · e7 negres canceller · f7 negres peó · g7 negres peó · h7 negres peó · c4 blanques alfil · d4 blanques peó · f4 negres canceller · b3 blanques dama · f3 blanques canceller · a2 blanques peó · b2 blanques peó · d2 blanques canceller · f2 blanques peó · g2 blanques peó · h2 blanques peó · a1 blanques torre · e1 blanques torre · g1 blanques rei | a8 negres torre · c8 negres alfil · d8 negres dama · f8 negres torre · g8 negres rei · a7 negres peó · b7 negres peó · c7 negres peó · e7 negres canceller · f7 negres peó · g7 negres peó · h7 negres peó · c4 blanques alfil · d4 blanques peó · f4 negres canceller · b3 blanques dama · f3 blanques canceller · a2 blanques peó · b2 blanques peó · d2 blanques canceller · f2 blanques peó · g2 blanques peó · h2 blanques peó · a1 blanques torre · e1 blanques torre · g1 blanques rei | a8 negres torre · c8 negres alfil · d8 negres dama · f8 negres torre · g8 negres rei · a7 negres peó · b7 negres peó · c7 negres peó · e7 negres canceller · f7 negres peó · g7 negres peó · h7 negres peó · c4 blanques alfil · d4 blanques peó · f4 negres canceller · b3 blanques dama · f3 blanques canceller · a2 blanques peó · b2 blanques peó · d2 blanques canceller · f2 blanques peó · g2 blanques peó · h2 blanques peó · a1 blanques torre · e1 blanques torre · g1 blanques rei | a8 negres torre · c8 negres alfil · d8 negres dama · f8 negres torre · g8 negres rei · a7 negres peó · b7 negres peó · c7 negres peó · e7 negres canceller · f7 negres peó · g7 negres peó · h7 negres peó · c4 blanques alfil · d4 blanques peó · f4 negres canceller · b3 blanques dama · f3 blanques canceller · a2 blanques peó · b2 blanques peó · d2 blanques canceller · f2 blanques peó · g2 blanques peó · h2 blanques peó · a1 blanques torre · e1 blanques torre · g1 blanques rei | a8 negres torre · c8 negres alfil · d8 negres dama · f8 negres torre · g8 negres rei · a7 negres peó · b7 negres peó · c7 negres peó · e7 negres canceller · f7 negres peó · g7 negres peó · h7 negres peó · c4 blanques alfil · d4 blanques peó · f4 negres canceller · b3 blanques dama · f3 blanques canceller · a2 blanques peó · b2 blanques peó · d2 blanques canceller · f2 blanques peó · g2 blanques peó · h2 blanques peó · a1 blanques torre · e1 blanques torre · g1 blanques rei | a8 negres torre · c8 negres alfil · d8 negres dama · f8 negres torre · g8 negres rei · a7 negres peó · b7 negres peó · c7 negres peó · e7 negres canceller · f7 negres peó · g7 negres peó · h7 negres peó · c4 blanques alfil · d4 blanques peó · f4 negres canceller · b3 blanques dama · f3 blanques canceller · a2 blanques peó · b2 blanques peó · d2 blanques canceller · f2 blanques peó · g2 blanques peó · h2 blanques peó · a1 blanques torre · e1 blanques torre · g1 blanques rei | a8 negres torre · c8 negres alfil · d8 negres dama · f8 negres torre · g8 negres rei · a7 negres peó · b7 negres peó · c7 negres peó · e7 negres canceller · f7 negres peó · g7 negres peó · h7 negres peó · c4 blanques alfil · d4 blanques peó · f4 negres canceller · b3 blanques dama · f3 blanques canceller · a2 blanques peó · b2 blanques peó · d2 blanques canceller · f2 blanques peó · g2 blanques peó · h2 blanques peó · a1 blanques torre · e1 blanques torre · g1 blanques rei | a8 negres torre · c8 negres alfil · d8 negres dama · f8 negres torre · g8 negres rei · a7 negres peó · b7 negres peó · c7 negres peó · e7 negres canceller · f7 negres peó · g7 negres peó · h7 negres peó · c4 blanques alfil · d4 blanques peó · f4 negres canceller · b3 blanques dama · f3 blanques canceller · a2 blanques peó · b2 blanques peó · d2 blanques canceller · f2 blanques peó · g2 blanques peó · h2 blanques peó · a1 blanques torre · e1 blanques torre · g1 blanques rei | 1 |
|   | a | b | c | d | e | f | g | h |   |

- Henry Thomas Buckle - Adolf Anderssen. Londres, 1851[10]

1.e4 e5 2.Nf3 Nc6 3.Bc4 Bc5 4.c3 Nf6 5.d4 exd4 6.cxd4 Bb4+ 7.Bd2 Bxd2+ 8.Nbxd2 d5 9.exd5 Nxd5 10.Qb3 Nce7 11.0-0 0-0 12.Rfe1 Nf4?! 13.Re4 Neg6 14.Rae1 Qf6 15.Ne5 Qg5? 16.Bxf7+ Kh8 17.Nxg6+ hxg6 18.Qg3 Qxg3 19.hxg3 Rxf7 20.Rxf4 Rxf4 21.Re8+ Kh7 22.gxf4 1-0
|   | a | b | c | d | e | f | g | h |   |
| 8 | a8 negres torre · c8 negres alfil · d8 negres dama · f8 negres torre · g8 negres rei · a7 negres peó · b7 negres peó · c7 negres peó · e7 negres canceller · f7 negres peó · g7 negres peó · h7 negres peó · c4 blanques alfil · d4 blanques peó · f4 negres canceller · b3 blanques dama · f3 blanques canceller · a2 blanques peó · b2 blanques peó · d2 blanques canceller · f2 blanques peó · g2 blanques peó · h2 blanques peó · a1 blanques torre · e1 blanques torre · g1 blanques rei | a8 negres torre · c8 negres alfil · d8 negres dama · f8 negres torre · g8 negres rei · a7 negres peó · b7 negres peó · c7 negres peó · e7 negres canceller · f7 negres peó · g7 negres peó · h7 negres peó · c4 blanques alfil · d4 blanques peó · f4 negres canceller · b3 blanques dama · f3 blanques canceller · a2 blanques peó · b2 blanques peó · d2 blanques canceller · f2 blanques peó · g2 blanques peó · h2 blanques peó · a1 blanques torre · e1 blanques torre · g1 blanques rei | a8 negres torre · c8 negres alfil · d8 negres dama · f8 negres torre · g8 negres rei · a7 negres peó · b7 negres peó · c7 negres peó · e7 negres canceller · f7 negres peó · g7 negres peó · h7 negres peó · c4 blanques alfil · d4 blanques peó · f4 negres canceller · b3 blanques dama · f3 blanques canceller · a2 blanques peó · b2 blanques peó · d2 blanques canceller · f2 blanques peó · g2 blanques peó · h2 blanques peó · a1 blanques torre · e1 blanques torre · g1 blanques rei | a8 negres torre · c8 negres alfil · d8 negres dama · f8 negres torre · g8 negres rei · a7 negres peó · b7 negres peó · c7 negres peó · e7 negres canceller · f7 negres peó · g7 negres peó · h7 negres peó · c4 blanques alfil · d4 blanques peó · f4 negres canceller · b3 blanques dama · f3 blanques canceller · a2 blanques peó · b2 blanques peó · d2 blanques canceller · f2 blanques peó · g2 blanques peó · h2 blanques peó · a1 blanques torre · e1 blanques torre · g1 blanques rei | a8 negres torre · c8 negres alfil · d8 negres dama · f8 negres torre · g8 negres rei · a7 negres peó · b7 negres peó · c7 negres peó · e7 negres canceller · f7 negres peó · g7 negres peó · h7 negres peó · c4 blanques alfil · d4 blanques peó · f4 negres canceller · b3 blanques dama · f3 blanques canceller · a2 blanques peó · b2 blanques peó · d2 blanques canceller · f2 blanques peó · g2 blanques peó · h2 blanques peó · a1 blanques torre · e1 blanques torre · g1 blanques rei | a8 negres torre · c8 negres alfil · d8 negres dama · f8 negres torre · g8 negres rei · a7 negres peó · b7 negres peó · c7 negres peó · e7 negres canceller · f7 negres peó · g7 negres peó · h7 negres peó · c4 blanques alfil · d4 blanques peó · f4 negres canceller · b3 blanques dama · f3 blanques canceller · a2 blanques peó · b2 blanques peó · d2 blanques canceller · f2 blanques peó · g2 blanques peó · h2 blanques peó · a1 blanques torre · e1 blanques torre · g1 blanques rei | a8 negres torre · c8 negres alfil · d8 negres dama · f8 negres torre · g8 negres rei · a7 negres peó · b7 negres peó · c7 negres peó · e7 negres canceller · f7 negres peó · g7 negres peó · h7 negres peó · c4 blanques alfil · d4 blanques peó · f4 negres canceller · b3 blanques dama · f3 blanques canceller · a2 blanques peó · b2 blanques peó · d2 blanques canceller · f2 blanques peó · g2 blanques peó · h2 blanques peó · a1 blanques torre · e1 blanques torre · g1 blanques rei | a8 negres torre · c8 negres alfil · d8 negres dama · f8 negres torre · g8 negres rei · a7 negres peó · b7 negres peó · c7 negres peó · e7 negres canceller · f7 negres peó · g7 negres peó · h7 negres peó · c4 blanques alfil · d4 blanques peó · f4 negres canceller · b3 blanques dama · f3 blanques canceller · a2 blanques peó · b2 blanques peó · d2 blanques canceller · f2 blanques peó · g2 blanques peó · h2 blanques peó · a1 blanques torre · e1 blanques torre · g1 blanques rei | 8 |
| 7 | a8 negres torre · c8 negres alfil · d8 negres dama · f8 negres torre · g8 negres rei · a7 negres peó · b7 negres peó · c7 negres peó · e7 negres canceller · f7 negres peó · g7 negres peó · h7 negres peó · c4 blanques alfil · d4 blanques peó · f4 negres canceller · b3 blanques dama · f3 blanques canceller · a2 blanques peó · b2 blanques peó · d2 blanques canceller · f2 blanques peó · g2 blanques peó · h2 blanques peó · a1 blanques torre · e1 blanques torre · g1 blanques rei | a8 negres torre · c8 negres alfil · d8 negres dama · f8 negres torre · g8 negres rei · a7 negres peó · b7 negres peó · c7 negres peó · e7 negres canceller · f7 negres peó · g7 negres peó · h7 negres peó · c4 blanques alfil · d4 blanques peó · f4 negres canceller · b3 blanques dama · f3 blanques canceller · a2 blanques peó · b2 blanques peó · d2 blanques canceller · f2 blanques peó · g2 blanques peó · h2 blanques peó · a1 blanques torre · e1 blanques torre · g1 blanques rei | a8 negres torre · c8 negres alfil · d8 negres dama · f8 negres torre · g8 negres rei · a7 negres peó · b7 negres peó · c7 negres peó · e7 negres canceller · f7 negres peó · g7 negres peó · h7 negres peó · c4 blanques alfil · d4 blanques peó · f4 negres canceller · b3 blanques dama · f3 blanques canceller · a2 blanques peó · b2 blanques peó · d2 blanques canceller · f2 blanques peó · g2 blanques peó · h2 blanques peó · a1 blanques torre · e1 blanques torre · g1 blanques rei | a8 negres torre · c8 negres alfil · d8 negres dama · f8 negres torre · g8 negres rei · a7 negres peó · b7 negres peó · c7 negres peó · e7 negres canceller · f7 negres peó · g7 negres peó · h7 negres peó · c4 blanques alfil · d4 blanques peó · f4 negres canceller · b3 blanques dama · f3 blanques canceller · a2 blanques peó · b2 blanques peó · d2 blanques canceller · f2 blanques peó · g2 blanques peó · h2 blanques peó · a1 blanques torre · e1 blanques torre · g1 blanques rei | a8 negres torre · c8 negres alfil · d8 negres dama · f8 negres torre · g8 negres rei · a7 negres peó · b7 negres peó · c7 negres peó · e7 negres canceller · f7 negres peó · g7 negres peó · h7 negres peó · c4 blanques alfil · d4 blanques peó · f4 negres canceller · b3 blanques dama · f3 blanques canceller · a2 blanques peó · b2 blanques peó · d2 blanques canceller · f2 blanques peó · g2 blanques peó · h2 blanques peó · a1 blanques torre · e1 blanques torre · g1 blanques rei | a8 negres torre · c8 negres alfil · d8 negres dama · f8 negres torre · g8 negres rei · a7 negres peó · b7 negres peó · c7 negres peó · e7 negres canceller · f7 negres peó · g7 negres peó · h7 negres peó · c4 blanques alfil · d4 blanques peó · f4 negres canceller · b3 blanques dama · f3 blanques canceller · a2 blanques peó · b2 blanques peó · d2 blanques canceller · f2 blanques peó · g2 blanques peó · h2 blanques peó · a1 blanques torre · e1 blanques torre · g1 blanques rei | a8 negres torre · c8 negres alfil · d8 negres dama · f8 negres torre · g8 negres rei · a7 negres peó · b7 negres peó · c7 negres peó · e7 negres canceller · f7 negres peó · g7 negres peó · h7 negres peó · c4 blanques alfil · d4 blanques peó · f4 negres canceller · b3 blanques dama · f3 blanques canceller · a2 blanques peó · b2 blanques peó · d2 blanques canceller · f2 blanques peó · g2 blanques peó · h2 blanques peó · a1 blanques torre · e1 blanques torre · g1 blanques rei | a8 negres torre · c8 negres alfil · d8 negres dama · f8 negres torre · g8 negres rei · a7 negres peó · b7 negres peó · c7 negres peó · e7 negres canceller · f7 negres peó · g7 negres peó · h7 negres peó · c4 blanques alfil · d4 blanques peó · f4 negres canceller · b3 blanques dama · f3 blanques canceller · a2 blanques peó · b2 blanques peó · d2 blanques canceller · f2 blanques peó · g2 blanques peó · h2 blanques peó · a1 blanques torre · e1 blanques torre · g1 blanques rei | 7 |
| 6 | a8 negres torre · c8 negres alfil · d8 negres dama · f8 negres torre · g8 negres rei · a7 negres peó · b7 negres peó · c7 negres peó · e7 negres canceller · f7 negres peó · g7 negres peó · h7 negres peó · c4 blanques alfil · d4 blanques peó · f4 negres canceller · b3 blanques dama · f3 blanques canceller · a2 blanques peó · b2 blanques peó · d2 blanques canceller · f2 blanques peó · g2 blanques peó · h2 blanques peó · a1 blanques torre · e1 blanques torre · g1 blanques rei | a8 negres torre · c8 negres alfil · d8 negres dama · f8 negres torre · g8 negres rei · a7 negres peó · b7 negres peó · c7 negres peó · e7 negres canceller · f7 negres peó · g7 negres peó · h7 negres peó · c4 blanques alfil · d4 blanques peó · f4 negres canceller · b3 blanques dama · f3 blanques canceller · a2 blanques peó · b2 blanques peó · d2 blanques canceller · f2 blanques peó · g2 blanques peó · h2 blanques peó · a1 blanques torre · e1 blanques torre · g1 blanques rei | a8 negres torre · c8 negres alfil · d8 negres dama · f8 negres torre · g8 negres rei · a7 negres peó · b7 negres peó · c7 negres peó · e7 negres canceller · f7 negres peó · g7 negres peó · h7 negres peó · c4 blanques alfil · d4 blanques peó · f4 negres canceller · b3 blanques dama · f3 blanques canceller · a2 blanques peó · b2 blanques peó · d2 blanques canceller · f2 blanques peó · g2 blanques peó · h2 blanques peó · a1 blanques torre · e1 blanques torre · g1 blanques rei | a8 negres torre · c8 negres alfil · d8 negres dama · f8 negres torre · g8 negres rei · a7 negres peó · b7 negres peó · c7 negres peó · e7 negres canceller · f7 negres peó · g7 negres peó · h7 negres peó · c4 blanques alfil · d4 blanques peó · f4 negres canceller · b3 blanques dama · f3 blanques canceller · a2 blanques peó · b2 blanques peó · d2 blanques canceller · f2 blanques peó · g2 blanques peó · h2 blanques peó · a1 blanques torre · e1 blanques torre · g1 blanques rei | a8 negres torre · c8 negres alfil · d8 negres dama · f8 negres torre · g8 negres rei · a7 negres peó · b7 negres peó · c7 negres peó · e7 negres canceller · f7 negres peó · g7 negres peó · h7 negres peó · c4 blanques alfil · d4 blanques peó · f4 negres canceller · b3 blanques dama · f3 blanques canceller · a2 blanques peó · b2 blanques peó · d2 blanques canceller · f2 blanques peó · g2 blanques peó · h2 blanques peó · a1 blanques torre · e1 blanques torre · g1 blanques rei | a8 negres torre · c8 negres alfil · d8 negres dama · f8 negres torre · g8 negres rei · a7 negres peó · b7 negres peó · c7 negres peó · e7 negres canceller · f7 negres peó · g7 negres peó · h7 negres peó · c4 blanques alfil · d4 blanques peó · f4 negres canceller · b3 blanques dama · f3 blanques canceller · a2 blanques peó · b2 blanques peó · d2 blanques canceller · f2 blanques peó · g2 blanques peó · h2 blanques peó · a1 blanques torre · e1 blanques torre · g1 blanques rei | a8 negres torre · c8 negres alfil · d8 negres dama · f8 negres torre · g8 negres rei · a7 negres peó · b7 negres peó · c7 negres peó · e7 negres canceller · f7 negres peó · g7 negres peó · h7 negres peó · c4 blanques alfil · d4 blanques peó · f4 negres canceller · b3 blanques dama · f3 blanques canceller · a2 blanques peó · b2 blanques peó · d2 blanques canceller · f2 blanques peó · g2 blanques peó · h2 blanques peó · a1 blanques torre · e1 blanques torre · g1 blanques rei | a8 negres torre · c8 negres alfil · d8 negres dama · f8 negres torre · g8 negres rei · a7 negres peó · b7 negres peó · c7 negres peó · e7 negres canceller · f7 negres peó · g7 negres peó · h7 negres peó · c4 blanques alfil · d4 blanques peó · f4 negres canceller · b3 blanques dama · f3 blanques canceller · a2 blanques peó · b2 blanques peó · d2 blanques canceller · f2 blanques peó · g2 blanques peó · h2 blanques peó · a1 blanques torre · e1 blanques torre · g1 blanques rei | 6 |
| 5 | a8 negres torre · c8 negres alfil · d8 negres dama · f8 negres torre · g8 negres rei · a7 negres peó · b7 negres peó · c7 negres peó · e7 negres canceller · f7 negres peó · g7 negres peó · h7 negres peó · c4 blanques alfil · d4 blanques peó · f4 negres canceller · b3 blanques dama · f3 blanques canceller · a2 blanques peó · b2 blanques peó · d2 blanques canceller · f2 blanques peó · g2 blanques peó · h2 blanques peó · a1 blanques torre · e1 blanques torre · g1 blanques rei | a8 negres torre · c8 negres alfil · d8 negres dama · f8 negres torre · g8 negres rei · a7 negres peó · b7 negres peó · c7 negres peó · e7 negres canceller · f7 negres peó · g7 negres peó · h7 negres peó · c4 blanques alfil · d4 blanques peó · f4 negres canceller · b3 blanques dama · f3 blanques canceller · a2 blanques peó · b2 blanques peó · d2 blanques canceller · f2 blanques peó · g2 blanques peó · h2 blanques peó · a1 blanques torre · e1 blanques torre · g1 blanques rei | a8 negres torre · c8 negres alfil · d8 negres dama · f8 negres torre · g8 negres rei · a7 negres peó · b7 negres peó · c7 negres peó · e7 negres canceller · f7 negres peó · g7 negres peó · h7 negres peó · c4 blanques alfil · d4 blanques peó · f4 negres canceller · b3 blanques dama · f3 blanques canceller · a2 blanques peó · b2 blanques peó · d2 blanques canceller · f2 blanques peó · g2 blanques peó · h2 blanques peó · a1 blanques torre · e1 blanques torre · g1 blanques rei | a8 negres torre · c8 negres alfil · d8 negres dama · f8 negres torre · g8 negres rei · a7 negres peó · b7 negres peó · c7 negres peó · e7 negres canceller · f7 negres peó · g7 negres peó · h7 negres peó · c4 blanques alfil · d4 blanques peó · f4 negres canceller · b3 blanques dama · f3 blanques canceller · a2 blanques peó · b2 blanques peó · d2 blanques canceller · f2 blanques peó · g2 blanques peó · h2 blanques peó · a1 blanques torre · e1 blanques torre · g1 blanques rei | a8 negres torre · c8 negres alfil · d8 negres dama · f8 negres torre · g8 negres rei · a7 negres peó · b7 negres peó · c7 negres peó · e7 negres canceller · f7 negres peó · g7 negres peó · h7 negres peó · c4 blanques alfil · d4 blanques peó · f4 negres canceller · b3 blanques dama · f3 blanques canceller · a2 blanques peó · b2 blanques peó · d2 blanques canceller · f2 blanques peó · g2 blanques peó · h2 blanques peó · a1 blanques torre · e1 blanques torre · g1 blanques rei | a8 negres torre · c8 negres alfil · d8 negres dama · f8 negres torre · g8 negres rei · a7 negres peó · b7 negres peó · c7 negres peó · e7 negres canceller · f7 negres peó · g7 negres peó · h7 negres peó · c4 blanques alfil · d4 blanques peó · f4 negres canceller · b3 blanques dama · f3 blanques canceller · a2 blanques peó · b2 blanques peó · d2 blanques canceller · f2 blanques peó · g2 blanques peó · h2 blanques peó · a1 blanques torre · e1 blanques torre · g1 blanques rei | a8 negres torre · c8 negres alfil · d8 negres dama · f8 negres torre · g8 negres rei · a7 negres peó · b7 negres peó · c7 negres peó · e7 negres canceller · f7 negres peó · g7 negres peó · h7 negres peó · c4 blanques alfil · d4 blanques peó · f4 negres canceller · b3 blanques dama · f3 blanques canceller · a2 blanques peó · b2 blanques peó · d2 blanques canceller · f2 blanques peó · g2 blanques peó · h2 blanques peó · a1 blanques torre · e1 blanques torre · g1 blanques rei | a8 negres torre · c8 negres alfil · d8 negres dama · f8 negres torre · g8 negres rei · a7 negres peó · b7 negres peó · c7 negres peó · e7 negres canceller · f7 negres peó · g7 negres peó · h7 negres peó · c4 blanques alfil · d4 blanques peó · f4 negres canceller · b3 blanques dama · f3 blanques canceller · a2 blanques peó · b2 blanques peó · d2 blanques canceller · f2 blanques peó · g2 blanques peó · h2 blanques peó · a1 blanques torre · e1 blanques torre · g1 blanques rei | 5 |
| 4 | a8 negres torre · c8 negres alfil · d8 negres dama · f8 negres torre · g8 negres rei · a7 negres peó · b7 negres peó · c7 negres peó · e7 negres canceller · f7 negres peó · g7 negres peó · h7 negres peó · c4 blanques alfil · d4 blanques peó · f4 negres canceller · b3 blanques dama · f3 blanques canceller · a2 blanques peó · b2 blanques peó · d2 blanques canceller · f2 blanques peó · g2 blanques peó · h2 blanques peó · a1 blanques torre · e1 blanques torre · g1 blanques rei | a8 negres torre · c8 negres alfil · d8 negres dama · f8 negres torre · g8 negres rei · a7 negres peó · b7 negres peó · c7 negres peó · e7 negres canceller · f7 negres peó · g7 negres peó · h7 negres peó · c4 blanques alfil · d4 blanques peó · f4 negres canceller · b3 blanques dama · f3 blanques canceller · a2 blanques peó · b2 blanques peó · d2 blanques canceller · f2 blanques peó · g2 blanques peó · h2 blanques peó · a1 blanques torre · e1 blanques torre · g1 blanques rei | a8 negres torre · c8 negres alfil · d8 negres dama · f8 negres torre · g8 negres rei · a7 negres peó · b7 negres peó · c7 negres peó · e7 negres canceller · f7 negres peó · g7 negres peó · h7 negres peó · c4 blanques alfil · d4 blanques peó · f4 negres canceller · b3 blanques dama · f3 blanques canceller · a2 blanques peó · b2 blanques peó · d2 blanques canceller · f2 blanques peó · g2 blanques peó · h2 blanques peó · a1 blanques torre · e1 blanques torre · g1 blanques rei | a8 negres torre · c8 negres alfil · d8 negres dama · f8 negres torre · g8 negres rei · a7 negres peó · b7 negres peó · c7 negres peó · e7 negres canceller · f7 negres peó · g7 negres peó · h7 negres peó · c4 blanques alfil · d4 blanques peó · f4 negres canceller · b3 blanques dama · f3 blanques canceller · a2 blanques peó · b2 blanques peó · d2 blanques canceller · f2 blanques peó · g2 blanques peó · h2 blanques peó · a1 blanques torre · e1 blanques torre · g1 blanques rei | a8 negres torre · c8 negres alfil · d8 negres dama · f8 negres torre · g8 negres rei · a7 negres peó · b7 negres peó · c7 negres peó · e7 negres canceller · f7 negres peó · g7 negres peó · h7 negres peó · c4 blanques alfil · d4 blanques peó · f4 negres canceller · b3 blanques dama · f3 blanques canceller · a2 blanques peó · b2 blanques peó · d2 blanques canceller · f2 blanques peó · g2 blanques peó · h2 blanques peó · a1 blanques torre · e1 blanques torre · g1 blanques rei | a8 negres torre · c8 negres alfil · d8 negres dama · f8 negres torre · g8 negres rei · a7 negres peó · b7 negres peó · c7 negres peó · e7 negres canceller · f7 negres peó · g7 negres peó · h7 negres peó · c4 blanques alfil · d4 blanques peó · f4 negres canceller · b3 blanques dama · f3 blanques canceller · a2 blanques peó · b2 blanques peó · d2 blanques canceller · f2 blanques peó · g2 blanques peó · h2 blanques peó · a1 blanques torre · e1 blanques torre · g1 blanques rei | a8 negres torre · c8 negres alfil · d8 negres dama · f8 negres torre · g8 negres rei · a7 negres peó · b7 negres peó · c7 negres peó · e7 negres canceller · f7 negres peó · g7 negres peó · h7 negres peó · c4 blanques alfil · d4 blanques peó · f4 negres canceller · b3 blanques dama · f3 blanques canceller · a2 blanques peó · b2 blanques peó · d2 blanques canceller · f2 blanques peó · g2 blanques peó · h2 blanques peó · a1 blanques torre · e1 blanques torre · g1 blanques rei | a8 negres torre · c8 negres alfil · d8 negres dama · f8 negres torre · g8 negres rei · a7 negres peó · b7 negres peó · c7 negres peó · e7 negres canceller · f7 negres peó · g7 negres peó · h7 negres peó · c4 blanques alfil · d4 blanques peó · f4 negres canceller · b3 blanques dama · f3 blanques canceller · a2 blanques peó · b2 blanques peó · d2 blanques canceller · f2 blanques peó · g2 blanques peó · h2 blanques peó · a1 blanques torre · e1 blanques torre · g1 blanques rei | 4 |
| 3 | a8 negres torre · c8 negres alfil · d8 negres dama · f8 negres torre · g8 negres rei · a7 negres peó · b7 negres peó · c7 negres peó · e7 negres canceller · f7 negres peó · g7 negres peó · h7 negres peó · c4 blanques alfil · d4 blanques peó · f4 negres canceller · b3 blanques dama · f3 blanques canceller · a2 blanques peó · b2 blanques peó · d2 blanques canceller · f2 blanques peó · g2 blanques peó · h2 blanques peó · a1 blanques torre · e1 blanques torre · g1 blanques rei | a8 negres torre · c8 negres alfil · d8 negres dama · f8 negres torre · g8 negres rei · a7 negres peó · b7 negres peó · c7 negres peó · e7 negres canceller · f7 negres peó · g7 negres peó · h7 negres peó · c4 blanques alfil · d4 blanques peó · f4 negres canceller · b3 blanques dama · f3 blanques canceller · a2 blanques peó · b2 blanques peó · d2 blanques canceller · f2 blanques peó · g2 blanques peó · h2 blanques peó · a1 blanques torre · e1 blanques torre · g1 blanques rei | a8 negres torre · c8 negres alfil · d8 negres dama · f8 negres torre · g8 negres rei · a7 negres peó · b7 negres peó · c7 negres peó · e7 negres canceller · f7 negres peó · g7 negres peó · h7 negres peó · c4 blanques alfil · d4 blanques peó · f4 negres canceller · b3 blanques dama · f3 blanques canceller · a2 blanques peó · b2 blanques peó · d2 blanques canceller · f2 blanques peó · g2 blanques peó · h2 blanques peó · a1 blanques torre · e1 blanques torre · g1 blanques rei | a8 negres torre · c8 negres alfil · d8 negres dama · f8 negres torre · g8 negres rei · a7 negres peó · b7 negres peó · c7 negres peó · e7 negres canceller · f7 negres peó · g7 negres peó · h7 negres peó · c4 blanques alfil · d4 blanques peó · f4 negres canceller · b3 blanques dama · f3 blanques canceller · a2 blanques peó · b2 blanques peó · d2 blanques canceller · f2 blanques peó · g2 blanques peó · h2 blanques peó · a1 blanques torre · e1 blanques torre · g1 blanques rei | a8 negres torre · c8 negres alfil · d8 negres dama · f8 negres torre · g8 negres rei · a7 negres peó · b7 negres peó · c7 negres peó · e7 negres canceller · f7 negres peó · g7 negres peó · h7 negres peó · c4 blanques alfil · d4 blanques peó · f4 negres canceller · b3 blanques dama · f3 blanques canceller · a2 blanques peó · b2 blanques peó · d2 blanques canceller · f2 blanques peó · g2 blanques peó · h2 blanques peó · a1 blanques torre · e1 blanques torre · g1 blanques rei | a8 negres torre · c8 negres alfil · d8 negres dama · f8 negres torre · g8 negres rei · a7 negres peó · b7 negres peó · c7 negres peó · e7 negres canceller · f7 negres peó · g7 negres peó · h7 negres peó · c4 blanques alfil · d4 blanques peó · f4 negres canceller · b3 blanques dama · f3 blanques canceller · a2 blanques peó · b2 blanques peó · d2 blanques canceller · f2 blanques peó · g2 blanques peó · h2 blanques peó · a1 blanques torre · e1 blanques torre · g1 blanques rei | a8 negres torre · c8 negres alfil · d8 negres dama · f8 negres torre · g8 negres rei · a7 negres peó · b7 negres peó · c7 negres peó · e7 negres canceller · f7 negres peó · g7 negres peó · h7 negres peó · c4 blanques alfil · d4 blanques peó · f4 negres canceller · b3 blanques dama · f3 blanques canceller · a2 blanques peó · b2 blanques peó · d2 blanques canceller · f2 blanques peó · g2 blanques peó · h2 blanques peó · a1 blanques torre · e1 blanques torre · g1 blanques rei | a8 negres torre · c8 negres alfil · d8 negres dama · f8 negres torre · g8 negres rei · a7 negres peó · b7 negres peó · c7 negres peó · e7 negres canceller · f7 negres peó · g7 negres peó · h7 negres peó · c4 blanques alfil · d4 blanques peó · f4 negres canceller · b3 blanques dama · f3 blanques canceller · a2 blanques peó · b2 blanques peó · d2 blanques canceller · f2 blanques peó · g2 blanques peó · h2 blanques peó · a1 blanques torre · e1 blanques torre · g1 blanques rei | 3 |
| 2 | a8 negres torre · c8 negres alfil · d8 negres dama · f8 negres torre · g8 negres rei · a7 negres peó · b7 negres peó · c7 negres peó · e7 negres canceller · f7 negres peó · g7 negres peó · h7 negres peó · c4 blanques alfil · d4 blanques peó · f4 negres canceller · b3 blanques dama · f3 blanques canceller · a2 blanques peó · b2 blanques peó · d2 blanques canceller · f2 blanques peó · g2 blanques peó · h2 blanques peó · a1 blanques torre · e1 blanques torre · g1 blanques rei | a8 negres torre · c8 negres alfil · d8 negres dama · f8 negres torre · g8 negres rei · a7 negres peó · b7 negres peó · c7 negres peó · e7 negres canceller · f7 negres peó · g7 negres peó · h7 negres peó · c4 blanques alfil · d4 blanques peó · f4 negres canceller · b3 blanques dama · f3 blanques canceller · a2 blanques peó · b2 blanques peó · d2 blanques canceller · f2 blanques peó · g2 blanques peó · h2 blanques peó · a1 blanques torre · e1 blanques torre · g1 blanques rei | a8 negres torre · c8 negres alfil · d8 negres dama · f8 negres torre · g8 negres rei · a7 negres peó · b7 negres peó · c7 negres peó · e7 negres canceller · f7 negres peó · g7 negres peó · h7 negres peó · c4 blanques alfil · d4 blanques peó · f4 negres canceller · b3 blanques dama · f3 blanques canceller · a2 blanques peó · b2 blanques peó · d2 blanques canceller · f2 blanques peó · g2 blanques peó · h2 blanques peó · a1 blanques torre · e1 blanques torre · g1 blanques rei | a8 negres torre · c8 negres alfil · d8 negres dama · f8 negres torre · g8 negres rei · a7 negres peó · b7 negres peó · c7 negres peó · e7 negres canceller · f7 negres peó · g7 negres peó · h7 negres peó · c4 blanques alfil · d4 blanques peó · f4 negres canceller · b3 blanques dama · f3 blanques canceller · a2 blanques peó · b2 blanques peó · d2 blanques canceller · f2 blanques peó · g2 blanques peó · h2 blanques peó · a1 blanques torre · e1 blanques torre · g1 blanques rei | a8 negres torre · c8 negres alfil · d8 negres dama · f8 negres torre · g8 negres rei · a7 negres peó · b7 negres peó · c7 negres peó · e7 negres canceller · f7 negres peó · g7 negres peó · h7 negres peó · c4 blanques alfil · d4 blanques peó · f4 negres canceller · b3 blanques dama · f3 blanques canceller · a2 blanques peó · b2 blanques peó · d2 blanques canceller · f2 blanques peó · g2 blanques peó · h2 blanques peó · a1 blanques torre · e1 blanques torre · g1 blanques rei | a8 negres torre · c8 negres alfil · d8 negres dama · f8 negres torre · g8 negres rei · a7 negres peó · b7 negres peó · c7 negres peó · e7 negres canceller · f7 negres peó · g7 negres peó · h7 negres peó · c4 blanques alfil · d4 blanques peó · f4 negres canceller · b3 blanques dama · f3 blanques canceller · a2 blanques peó · b2 blanques peó · d2 blanques canceller · f2 blanques peó · g2 blanques peó · h2 blanques peó · a1 blanques torre · e1 blanques torre · g1 blanques rei | a8 negres torre · c8 negres alfil · d8 negres dama · f8 negres torre · g8 negres rei · a7 negres peó · b7 negres peó · c7 negres peó · e7 negres canceller · f7 negres peó · g7 negres peó · h7 negres peó · c4 blanques alfil · d4 blanques peó · f4 negres canceller · b3 blanques dama · f3 blanques canceller · a2 blanques peó · b2 blanques peó · d2 blanques canceller · f2 blanques peó · g2 blanques peó · h2 blanques peó · a1 blanques torre · e1 blanques torre · g1 blanques rei | a8 negres torre · c8 negres alfil · d8 negres dama · f8 negres torre · g8 negres rei · a7 negres peó · b7 negres peó · c7 negres peó · e7 negres canceller · f7 negres peó · g7 negres peó · h7 negres peó · c4 blanques alfil · d4 blanques peó · f4 negres canceller · b3 blanques dama · f3 blanques canceller · a2 blanques peó · b2 blanques peó · d2 blanques canceller · f2 blanques peó · g2 blanques peó · h2 blanques peó · a1 blanques torre · e1 blanques torre · g1 blanques rei | 2 |
| 1 | a8 negres torre · c8 negres alfil · d8 negres dama · f8 negres torre · g8 negres rei · a7 negres peó · b7 negres peó · c7 negres peó · e7 negres canceller · f7 negres peó · g7 negres peó · h7 negres peó · c4 blanques alfil · d4 blanques peó · f4 negres canceller · b3 blanques dama · f3 blanques canceller · a2 blanques peó · b2 blanques peó · d2 blanques canceller · f2 blanques peó · g2 blanques peó · h2 blanques peó · a1 blanques torre · e1 blanques torre · g1 blanques rei | a8 negres torre · c8 negres alfil · d8 negres dama · f8 negres torre · g8 negres rei · a7 negres peó · b7 negres peó · c7 negres peó · e7 negres canceller · f7 negres peó · g7 negres peó · h7 negres peó · c4 blanques alfil · d4 blanques peó · f4 negres canceller · b3 blanques dama · f3 blanques canceller · a2 blanques peó · b2 blanques peó · d2 blanques canceller · f2 blanques peó · g2 blanques peó · h2 blanques peó · a1 blanques torre · e1 blanques torre · g1 blanques rei | a8 negres torre · c8 negres alfil · d8 negres dama · f8 negres torre · g8 negres rei · a7 negres peó · b7 negres peó · c7 negres peó · e7 negres canceller · f7 negres peó · g7 negres peó · h7 negres peó · c4 blanques alfil · d4 blanques peó · f4 negres canceller · b3 blanques dama · f3 blanques canceller · a2 blanques peó · b2 blanques peó · d2 blanques canceller · f2 blanques peó · g2 blanques peó · h2 blanques peó · a1 blanques torre · e1 blanques torre · g1 blanques rei | a8 negres torre · c8 negres alfil · d8 negres dama · f8 negres torre · g8 negres rei · a7 negres peó · b7 negres peó · c7 negres peó · e7 negres canceller · f7 negres peó · g7 negres peó · h7 negres peó · c4 blanques alfil · d4 blanques peó · f4 negres canceller · b3 blanques dama · f3 blanques canceller · a2 blanques peó · b2 blanques peó · d2 blanques canceller · f2 blanques peó · g2 blanques peó · h2 blanques peó · a1 blanques torre · e1 blanques torre · g1 blanques rei | a8 negres torre · c8 negres alfil · d8 negres dama · f8 negres torre · g8 negres rei · a7 negres peó · b7 negres peó · c7 negres peó · e7 negres canceller · f7 negres peó · g7 negres peó · h7 negres peó · c4 blanques alfil · d4 blanques peó · f4 negres canceller · b3 blanques dama · f3 blanques canceller · a2 blanques peó · b2 blanques peó · d2 blanques canceller · f2 blanques peó · g2 blanques peó · h2 blanques peó · a1 blanques torre · e1 blanques torre · g1 blanques rei | a8 negres torre · c8 negres alfil · d8 negres dama · f8 negres torre · g8 negres rei · a7 negres peó · b7 negres peó · c7 negres peó · e7 negres canceller · f7 negres peó · g7 negres peó · h7 negres peó · c4 blanques alfil · d4 blanques peó · f4 negres canceller · b3 blanques dama · f3 blanques canceller · a2 blanques peó · b2 blanques peó · d2 blanques canceller · f2 blanques peó · g2 blanques peó · h2 blanques peó · a1 blanques torre · e1 blanques torre · g1 blanques rei | a8 negres torre · c8 negres alfil · d8 negres dama · f8 negres torre · g8 negres rei · a7 negres peó · b7 negres peó · c7 negres peó · e7 negres canceller · f7 negres peó · g7 negres peó · h7 negres peó · c4 blanques alfil · d4 blanques peó · f4 negres canceller · b3 blanques dama · f3 blanques canceller · a2 blanques peó · b2 blanques peó · d2 blanques canceller · f2 blanques peó · g2 blanques peó · h2 blanques peó · a1 blanques torre · e1 blanques torre · g1 blanques rei | a8 negres torre · c8 negres alfil · d8 negres dama · f8 negres torre · g8 negres rei · a7 negres peó · b7 negres peó · c7 negres peó · e7 negres canceller · f7 negres peó · g7 negres peó · h7 negres peó · c4 blanques alfil · d4 blanques peó · f4 negres canceller · b3 blanques dama · f3 blanques canceller · a2 blanques peó · b2 blanques peó · d2 blanques canceller · f2 blanques peó · g2 blanques peó · h2 blanques peó · a1 blanques torre · e1 blanques torre · g1 blanques rei | 1 |
|   | a | b | c | d | e | f | g | h |   |

- Johann Jakob Lówental - Henry Thomas Buckle. Londres, 1851[11]

1.d4 e6 2.c4 Bb4+ 3.Nc3 Bxc3+ 4.bxc3 f5 5.e3 Nc6 6.Nf3 Nf6 7.Bd3 b6 8.0-0 Bb7 9.h3 0-0 10.Ba3 Ne7 11.Rb1 Re8 12.c5 Ng6 13.Qe2 Ne4 14.Bxe4 xe4 15.Rb3 Qf6 16.Nd2 Bd5 17.c4 Bb7 18.Bb2 Qg5 19.f4 Qe7 20.Qf2 Bc6 21.Ba3 d6 22.cxd6 cxd6 23.Nf3 Qc7 24.Rc1 Qd7 25.Rbc3 Rac8 26.Nd2 Bb7 27.Nf3 Rc7 28.Nd2 Rec8 29.Bb2 Ne7 30.Kh2 b5 31.cxb5 Rxc3 32.Bxc3 Nd5 33.Bb2 Rxc1 34.Bxc1 Qxb5 35.Nf3 Nc3 36.Ng5 Qd5 37.a3 h6 38.Nf3 a5 39.Qc2 Ne4 40.h4 Bc6 41.Bd2 a4 42.Bb4 Nf6 43.Bd2 Qb5 44.Bc1 Bxf3 45.gxf3 Qf1 46.d5 Qxf3 47.dxe6 Ne4 48.Qg2 Qh5 49.Kh3 g5 50.fxg5 hxg5 51.Kh2 g4 52.Qc2 Qxh4+ 53.Kg2 Qg3+ 54.Kf1 Qf3+ 55.Ke1 Qh1+ 56.Ke2 Qg2+ 57.Kd3 Qxc2+ 58.Kxc2 g3 0-1

## Citacions famoses[12]
- Cada vegada que un home té molt a prop el seu sentit comú, pot estar bastant segur que té molt poc sentit, ja sigui comú o poc comú.
- Senyor, la lentitud del geni és difícil de suportar, però la lentitud de la mediocritat és insofrible.
- Primer dubtar, després preguntar i llavors descobrir. Aquest ha estat el procés amb tots els nostres grans pensadors.
- La societat prepara el delicte; el delinqüent el comet.
- El que més sap menys creu.
- Els qui no senten la foscor mai no buscaran la llum
- Qualsevol gran reforma no ha estat fer alguna cosa nova, sinó posar fi a alguna cosa vella
- Qualsevol gran reforma no ha estat fer alguna cosa nova, sinó acabar amb alguna cosa vella

## Obres
- History of Civilization in England, 2 vol.,J. W. Parker & Son: Londres 1857–1861
- The Miscellaneous and Posthumous Works of Henry Thomas Buckle, Hg. Helen Taylor, 3 vol., Londres 1872
- Essays by Henry Thomas Buckle, Author of "A History of Civilization in England": With a Biographical Sketch of the Author (F. A. Brockhaus, 1867)
- A Letter to a Gentleman respecting Pooley's Case (J. W. Parker & Son, 1859).